# Augustin Eugène Scribe
Augustin Eugène Scribe (París, 24 de desembre de 1791 – París, 20 de febrer de 1861), va ser un dramaturg i llibretista francès. És conegut per la perfecció que va assolir en l'anomenada Pièce bien faite (Obra de teatre ben feta), fórmula dramàtica que va regnar sobre els escenaris teatrals durant cent anys.

## Biografia
Va nàixer a París. Son pare, un comerciant de seda, li va proporcionar una bona educació, sent en un principi destinat a la carrera jurídica. No obstant això, aviat va començar a escriure per al teatre. La seva primera obra, Le Prétendu sans le savoir, va ser estrenada com obra anònima a les Variétés l'any 1810, constituint un fracàs. Van seguir nombroses altres obres, escrites en col·laboració amb altres autors; però Scribe no va recollir un èxit significatiu fins a l'any 1815.
El principal tema de les obres de Scribe va ser la burgesia contemporània. Va perfeccionar la tècnica escrivint comédies vaudevilles, entreteniment per a la classe mitjana, sovint amb cançons. Va escriure obres de gran popularitat amb elaborats arguments farcits d'enginyosos girs. En contrapartida, s'assumeix generalment que les seves obres manquen de profunditat en la descripció dels personatges, de pensament i de crítica social. Així, contrasten clarament amb les obres contemporànies dels dramaturgs romàntics, com ara Victor Hugo.
El seu major èxit va ser, Une Nuit de la garde nationale (1815), escrita en col·laboració amb Delestre Poirson. Gran part de les seves darreres obres van ser escrites en col·laboració amb altres escriptors.
Va ser molt prolífic, escrivint per a tots els gèneres teatrals – vaudevilles, comèdies, tragèdies, llibrets d'òpera... Només per al Teatre del Gymnase va escriure cent cinquanta peces abans de 1830. Disposava d'un cert nombre de col·laboradors, entre els quals repartia l'elaboració de l'argument, dels diàlegs, dels acudits, etc. S'ha dit que en alguns casos va trametre sumes de diners en concepte de "copyright" a persones que eren inconscients d'haver-li proporcionat una idea per a una nova obra. Entre els seus col·laboradors cal esmentar a Jean Henri Dupin (1787-1887), Germain Delavigne, Delestre-Poirson, Mélesyule (AHJ Duveyrier), Marc-Antoine Madeleine Désaugiers, Xavier Saintine i Ernest Legouvé.
Va escriure llibrets per a gairebé tots els compositors més destacats de l'època, tant a França com a Itàlia. Va col·laborar amb Giacomo Meyerbeer de manera continuada, i també va proporcionar llibrets a Giuseppe Verdi, Vincenzo Bellini, Daniel Auber, Fromental Halévy, François Boïeldieu, Gaetano Donizetti i Gioachino Rossini. En el moment de la seua mort estava treballant sobre el llibret de L'Africaine, de Meyerbeer.
El seu debut en el teatre seriós va tenir lloc en la Comédie-Française l'any 1822 amb Valérie, la primera de tota una sèrie d'obres d'èxit. El seu coneixement de la tècnica teatral i dels gustos del públic era extraordinari. Per la seva capacitat dramàtica va esdevenir únic, i encara avui dia les seves obres són un model de construcció dramàtica. Al voltant de cinquanta anys va erigir-se en el millor exponent de les idees de la classe mitjana francesa, el que el fa mereixedor d'una respectuosa atenció, tot i la convencionalitat – i de vegades vulgaritat – del seu estil i dels seus personatges.
Va escriure també algunes novel·les, però cap d'elles amb èxit.

## Obres destacades
- Bertrand et Suzette; ou Le Mariage de raison (1826)
- Bertrand et Raton, on l'art de conspirer (1833)
- Une Chaine (1842)
- Le Verre d'eau (1842)
- Adrienne Lecouvreur (1849), en col·laboració amb Legouvé
- Bataille de Dames (1851)
- Els llibrets d'algunes de les més famoses òperes de la primera meitat del segle xix, especialment les d'Auber i Meyerbeer: La Muette de Portici, Fra Diavolo, Robert le diable, Gustave III (model per a Un ballo in maschera de Verdi), Les Huguenots i Manon Lescaut són completament o en part obra seva, així com La Juive d'Halévy, La Dame blanche de Boieldieu, Le Comte Ory de Rossini, Dom Sébastien de Donizetti i Les vêpres siciliennes de Verdi
- Les seves obres teatrals també van ser adaptades a l'òpera, és el cas, per exemple, del llibret italià de La sonnambula de Bellini, L'elisir d'amore de Donizetti o Adriana Lecouvreur de Francesco Cilea

Entre els actors a qui va dedicar obres cal esmentar a Mlle Mars i a Rachel.
Va ser elegit com a membre de l'Académie française l'any 1834.
Les seves Œuvres complétes van aparèixer en setanta-sis volums entre 1874 i 1885.